# Bagueixe
Bagueixe est une freguesia portugaise du concelho de Macedo de Cavaleiros, avec une taille de 9,88 km2 et 156 habitants (2011). Densité: 15,8 hab/km2.